# Constantijn Huygens
Pour les articles homonymes, voir Huygens.
Constantijn Huygens, seigneur de Zuylichem, est un homme d'État, poète et compositeur néerlandais né à La Haye le 4 septembre 1596 et mort dans sa ville natale le 28 mars 1687.
Il est le fils de Christian Huygens, secrétaire des commandements de Guillaume le Taciturne, et le père du physicien, géomètre et astronome Christian Huygens (1629-1695).

## Biographie
Constantijn est secrétaire et conseiller intime de Maurice de Nassau, prince d'Orange, et des stathouders Frédéric-Henri, Guillaume II et Guillaume III.
Il est chargé en 1661 de se rendre auprès de Louis XIV pour négocier la restitution de la ville d'Orange, et obtient d'en reprendre possession ; elle est rendue à Guillaume III en 1665.
Huygens entre en relation avec les savants, les poètes et poétesses les plus distingués de son temps. Il fait partie du Muiderkring, un groupe d'éminents intellectuels qui se réunissent au château de Muiden et dont le chef de file est Hooft. Il a une importante correspondance avec Descartes à partir de 1635, et avec Tesselschade qui lui dédie un poème à la mort de sa femme.

## Œuvres
Huygens est considéré comme l'un des quatre auteurs les plus prolifiques du XVIIe siècle, le siècle d'or néerlandais, avec Joost van den Vondel, Pieter Corneliszoon Hooft et Jacob Cats.
Il est l'auteur de poésies latines, françaises, italiennes et hollandaises. Ses poésies latines, réunies sous le titre de Momenta desultoria à Leyde, 1644, in-8°), comprennent un livre de pièces diverses intitulé Farrago, un de Juvenilia et douze livres d'épigrammes ; ses poésies hollandaises ont paru sous le titre de Korenbloemen (Les Bleuets) à Amsterdam 1772, 2 vol., à Leyde (1824, 6 vol. in-8°). On y remarque surtout ses Zedeprinten (Tableaux de mœurs), son Hofwijck, gracieuse description de sa maison de campagne, etc. Ses poésies ont été vantées par les uns, dépréciées par les autres. « Il a souvent de la verve et de l'originalité, dit Paul-Henri Marron ; il pense et il fait penser ; mais il manque aussi quelquefois d'harmonie, tourmente trop sa pensée et court après l'antithèse. »

## Huygens et la musique

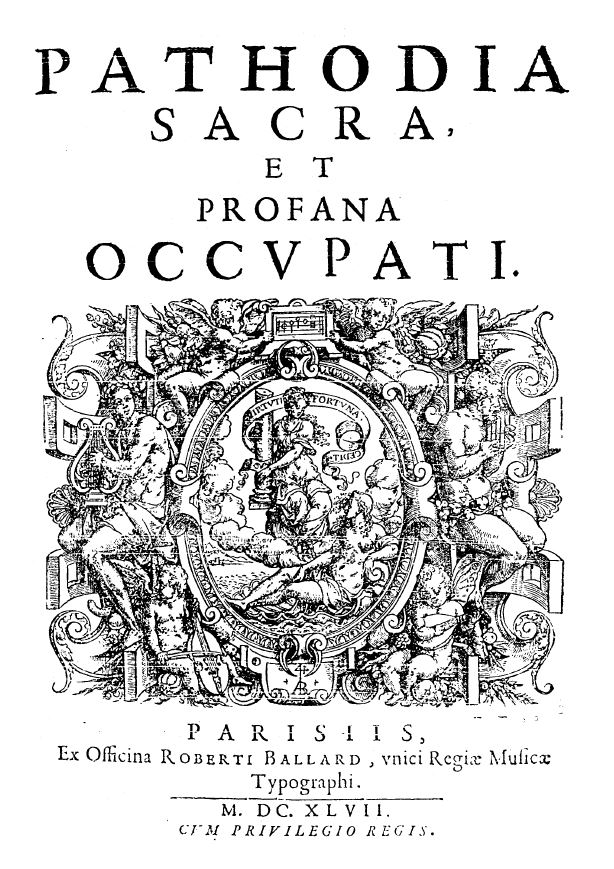
Pathodia sacra et profana occupati de C. Huygens (1647).

Huygens est un musicien et un compositeur amateur. Sa correspondance très abondante contient de nombreuses allusions à la musique, et révèle un réseau de correspondants très élargi, qui citent de nombreuses notabilités musicales. On peut citer notamment Robert III Ballard, l'éditeur de sa Pathodia sacra, Joan Albert Ban, théoricien de la musique, le savant minime Marin Mersenne, la chanteuse Anna Bergerotti, Henri de Berighen, premier écuyer de France, le compositeur Antoine Boësset, le claveciniste Jacques Champion de Chambonnières, la famille Duarte, Johann Jakob Froberger, le compositeur Thomas Gobert, le compositeur Carel Hacquart, le violiste Nicolas Hotman, la luthiste et poétesse Ninon de Lenclos, le luthiste Angelo Michele Bartolotti, le compositeur Henry Du Mont, le chanteur Pierre de Nyert, la chanteuse Utricia Ogle, le jésuite Antoine Parran, le compositeur italien Luigi Rossi.
Ses échanges sont enrichis de pièces manuscrites reçues ou envoyées ; ils concernent des points de théorie et notamment les modes, des appréciations sur telle ou telle pièce, sur la vie musicale du temps, la publication de sa Pathodia sacra (1646-1647).
Huygens était luthiste. Comme compositeur, il donne un recueil intitulé Pathodia sacra et profana publié chez Robert III Ballard en 1647 à Paris, qui contient des psaumes latins, des chansons italiennes des airs de cour français. L'œuvre est dédiée à Utrica Ogle, excellente chanteuse d'origine anglaise, grande amie de Huygens.

## Postérité
En 1947, le prix Constantijn Huygens a été créé en l'honneur de ses accomplissements littéraires.